# Julien Girard de Rialle
Julien Girard de Rialle, né le 27 septembre 1841 à Paris et mort le 23 novembre 1904 à Santiago du Chili, est un diplomate et anthropologue français.

## Biographie
Il effectue des missions scientifiques en Syrie et en Allemagne. Il est chef du service des archives au ministère des Affaires étrangères de 1880 à 1888, puis il occupe la légation de France à Santiago du Chili.
Il est membre, puis secrétaire général en 1882 de la Société d'anthropologie de Paris.
De janvier 1897 à juillet 1898, il dirige la revue d'érudition L'Intermédiaire des chercheurs et curieux.

## Distinctions
- Officier de la Légion d'honneur (31 juillet 1894[2])
- Officier d'académie (1872)

## Œuvres
- Monuments mégalithiques de Tunisie, 1884
- Les peuples de l'Afrique et de l'Amérique (notions d'ethnologie), 1881
- Revue de linguistique et de philologie comparée : recueil trimestriel de documents pour servir à la science positive des langues, à l'ethnologie, à la mythologie et à l'histoire, 1867
- Revue de linguistique et de philologie comparée : Études védiques, 1867
- Nos Ancêtres (Librairie Gale de Vulgarisation), 1889 ?